# Antonio Scaduto
Antonio Scaduto (n. 1 decembrie 1977, Augusta, Sicilia, Italia) este un caiacist ce a reprezentat Italia, medaliat olimpic. A participat la 2 ediții ale Jocurilor Olimpice (2000, 2008) în care a câștigat o medalie de bronz.